# DSTV
DSTV е музикален телевизионен канал в България. Основан е от попфолк певицата Деси Слава. Стартира през 2010 г. Разполага с богата база данни с музикално съдържание, като на практика покрива повечето музикални жанрове, като български и световен поп, попфолк, фолклор, българска естрада, музика от Балканите, рап, хип-хоп, R&B и др. Като патрньор на продуценти и автори на музикални произведения, телевизията има подписан договор с „Профон“ и „Мюзик Аутор“.

## История
Телевизията стартира на 6 юни 2010 г., като неѝн създател е певицата Деси Слава. При създаването на каналът е поставена за цел, той да запълни празнотата от български музикален канал, да не разграничава и дели музикалните стилове и да подпомага българските изпълнители. Деси Слава твърди, че е създала своя телевизия, заради отказа на другите музикални канали в България да излъчват неѝни клипове. Името което избира „DSTV“ е по подобие на сръбската певица Драгана Миркович, която създава телевизия „DM SAT“.
В началото на 2012 г. певицата продава телевизията на пловдивския бизнесмен – Костадин Хайков.